# Spiro Agnew
Spiro Theodore Agnew (narozený jako Spiros Anagnostopoulos; 9. listopadu 1918 Towson, Maryland – 17. září 1996 Berlin, Maryland) byl americký politik, 55. guvernér státu Maryland (1967–1969) a 39. viceprezident USA (1969–1973) ve vládě prezidenta Richarda Nixona. Jeho matka byla Američanka a otec řecký přistěhovalec.

## Kariéra
Absolvoval Univerzitu Johnse Hopkinse a právnickou fakultu Baltimorské univerzity. V roce 1941 byl povolán do armády, kde sloužil během 2. světové války jako důstojník. Znovu byl povolán do služby v průběhu korejské války v roce 1950.

### Politická dráha
V roce 1972 mu byly prokázány daňové úniky, a proto rezignoval, jako teprve druhý viceprezident USA v historii a jediný, kdo tak učinil z důvodů obžaloby.
V lednu 1983, téměř deset let po opuštění úřadu, zaplatil Agnew státu Maryland 270 000 dolarů jako odškodnění související s podezřením z přijetí úplatku.
Je znám svými útočnými řečnickými výpady vůči oponentům Nixonovy vlády, zejména proti médiím a protiválečným demonstrantům, čímž si získal mnoho příznivců v konzervativním křídle Republikánské strany.
Byl jediný a tudíž nejvýše postavený Američan řeckého původu, sloužící ve vládě USA.